# Lanarce
Lanarce – miejscowość i gmina we Francji, w regionie Owernia-Rodan-Alpy, w departamencie Ardèche.
Według danych na rok 1990 gminę zamieszkiwało 248 osób, a gęstość zaludnienia wynosiła 11 osób/km² (wśród 2880 gmin regionu Rodan-Alpy Lanarce plasuje się na 1380. miejscu pod względem liczby ludności, natomiast pod względem powierzchni na miejscu 404.).